# Plagiothecium shevockii
Plagiothecium shevockii là một loài rêu trong họ Plagiotheciaceae. Loài này được S. He mô tả khoa học đầu tiên năm 2008.